# Grand Prix Jean-Pierre Monseré
Le Grand Prix Jean-Pierre Monseré (en néerlandais : Grote Prijs Jean-Pierre Monseré) est une course cycliste disputée à Roulers en Belgique. Créé en 2012, il doit son nom à Jean-Pierre Monseré, champion du monde sur route en 1970 et décédé l'année suivante lors du Grand Prix de la kermesse de Retie.
Le Grand Prix Jean-Pierre Monseré fait partie de l'UCI Europe Tour depuis 2017, en catégorie 1.1. Jusqu'en 2018, l'épreuve a lieu début juillet. En 2019, l'épreuve est déplacée en mars et devient une des manches de la Coupe de Belgique sur route. Cette édition 2019 est cependant annulée en raison des conditions météorologiques.

## Palmarès
| Année | Vainqueur                | Deuxième             | Troisième           |                  |
| ----- | ------------------------ | -------------------- | ------------------- | ---------------- |
| 2012  | Frédéric Amorison        | Paavo Paajanen       | Baptiste Planckaert |                  |
| 2013  | Tom Van Asbroeck         | Wouter Wippert       | Baptiste Planckaert |                  |
| 2014  | Guillaume Van Keirsbulck | Mathieu van der Poel | Iljo Keisse         |                  |
| 2015  | Jürgen Roelandts         | Jérôme Baugnies      | Danny van Poppel    |                  |
| 2016  | Lars Boom                | Stijn Steels         | Timothy Dupont      |                  |
| 2017  | Laurens Sweeck           | Roy Jans             | Jérôme Baugnies     |                  |
| 2018  | André Looij              | Pierre Barbier       | Kenny Dehaes        |                  |
| 2019  | annulé/abandonné         | annulé/abandonné     | annulé/abandonné    | annulé/abandonné |
| 2020  | Fabio Jakobsen           | Timothy Dupont       | Alfdan De Decker    |                  |
| 2021  | Tim Merlier              | Mark Cavendish       | Timothy Dupont      |                  |
| 2022  | Arnaud De Lie            | Dries De Bondt       | Hugo Hofstetter     |                  |
| 2023  | Gerben Thijssen          | Caleb Ewan           | Sam Welsford        |                  |
| 2024  | Jarne Van de Paar        | Timothy Dupont       | David Dekker        |                  |
| 2025  | Alexys Brunel            | Stian Fredheim       | Michiel Coppens     |                  |